# Siv Jensen
Siv Jensen (ur. 1 czerwca 1969 w Oslo) – norweska polityk, od 2006 do 2021 przewodnicząca Partii Postępu, w latach 2013–2020 minister finansów.

## Życiorys
Siv Jensen urodziła się w 1969 w Oslo. W 1992 ukończyła administrację (licencjat) w Norges handelshøyskole. Od 1992 do 1994 pracowała w dziale sprzedaży stacji Radio 1.
Swoją działalność polityczną związała od początku z Partią Postępu. Była członkinią zarządu partii w Oslo (1992–1994), doradcą politycznym klubu FrP w radzie miejskiej Oslo (1994–1997), wiceprzewodniczącą ds. organizacyjnych stołecznej FrP (1995–1996) oraz członkinią Centralnego Komitetu Wykonawczego FrP (1998–1999). Od 1999 do 2006 pełniła funkcję pierwszego wiceprzewodniczącego Partii Postępu. 6 maja 2006, po rezygnacji wieloletniego lidera Carla I. Hagena, została wybrana na nową przewodniczącą FrP.
W 1997 weszła po raz pierwszy w skład Stortingu. W latach 2001–2005 pełniła funkcję wiceprzewodniczącej klubu parlamentarnego FrP, a w 2005 stanęła na jego czele. W 2001, 2005, 2009 oraz 2013 z powodzeniem ubiegała się o parlamentarną reelekcję. W wyniku wyborów parlamentarnych w 2009 kierowane przez nią ugrupowanie zostało największą partią opozycyjną wobec lewicy Jensa Stoltenberga.
Po wyborach w 2013, w których centroprawicowa opozycja uzyskała większość parlamentarną, Siv Jensen objęła urząd ministra finansów w rządzie Erny Solberg. W 2017 utrzymała mandat deputowanej na kolejną kadencję, pozostając w składzie gabinetu na dotychczasowej funkcji. W styczniu 2020 razem z innymi przedstawicielami Partii Postępu odeszła z rządu, krytykując w szczególności politykę gabinetu dotyczącą imigrantów.
W maju 2021 na czele Partii Postępu zastąpiła ją Sylvi Listhaug.

## Odznaczenia
- Medal jubileuszowy Haralda V 1991–2016 (2016)[6]